# Otto Heinrich Brandt
Otto Heinrich Brandt (* 29. August 1796 in Vlotho; † nach 1885) war Abgeordneter des Kurhessischen Kommunallandtages.

## Leben
Otto Heinrich Brandt war der  Sohn des  Kaufmanns Otto Heinrich Brandt und dessen Gemahlin Justine Margarethe geb. Mühlefeld. Er wurde Pächter  der Staatsdomäne Möllenbeck, wo er auch Ortsvorsteher war. Diese war ursprünglich ein Stift bzw. Kloster und wurde nach dem Dreißigjährigen Krieg umgewandelt. Brandt betätigte sich politisch und erhielt 1880 bei der Wahl der Abgeordneten aus dem Stand der Landgemeinden im Landkreis Rinteln 78 % der abgegebenen Stimmen. So wurde er von 1881 bis 1885 Mitglied des Kurhessischen Kommunallandtages des Regierungsbezirks Kassel.
Von 1884 bis 1885 war er dort im Eingabenausschuss tätig.